# 154 aC
El 154 aC  va ser un any del calendari romà prejulià. Durant la República i l'Imperi Romà es coneixia com l'Any del Consolat d'Albí i Opimi o també any 600 Ab urbe condita o de la fundació de la ciutat). L'ús del nom «154 aC» per referir-se a aquest any es remunta a l'alta edat mitjana, quan el sistema Anno Domini va ser el mètode de numeració dels anys més comú a Europa.

## Esdeveniments

### Anatòlia
- Després de dos anys de lluites, Àtal II, rei de Pèrgam aconsegueix vèncer a Prúsies II, el rei de Bitínia al nord d'Anatòlia. Al mateix temps arriba una nova ambaixada romana que obliga a Prúsies a fer la pau.[2]

### Antic Egipte
- El rei egipci Ptolemeu VI Filomètor que havia cedit Cirene al seu germà Ptolemeu VIII Evèrgeta II, es va oposar a que també incorporés Xipre entre les seves possessions. Els dos germans envien ambaixadors a Roma, però mentre els de Filomètor són mal rebuts (se'ls ordena sortir de la ciutat) els d'Evergetes són rebuts, però no se'ls dona cap suport pràctic. El mateix Evergetes va a Roma per demanar l'assistència del Senat que li dona cinc legats amb l'encàrrec de posar-lo al tron de Xipre però sense soldats. Filomètor envia a l'illa una potent força militar i una flota i la recupera, i quan son germà desembarca a l'illa amb un petit exèrcit mercenari el derrota i l'arracona a la ciutat de Lapatos on s'ha de rendir. Filomètor el perdona i l'envia de tornada Cirene, amb l'única condició que es conformés amb aquest regne i renunciés a la possessió de Xipre. Els romans no s'hi oposen i es signa un tractat en aquests termes.[3]

### Antiga Roma
- Aquest any són elegits cònsols Luci Postumi Albí i Quint Opimi.[4]
- Postumi Albí mor al cap d'una setmana de sortir de Roma per anar cap a la seva província. Es sospita que la seva dona el va enverinar.[5][6] S'elegeix com a cònsol sufecte a Mani Acili Glabrió.
- Opimi fa la guerra contra les tribus lígurs dels oxibis, dels sal·luvis i dels deciats, que havien atacat territori de Massília, aliada romana, saquejant les ciutats d'Antípolis (Antibes) i Nicaea (Niça). Derrota a aquestos pobles sense cap dificultat i obté els honors del triomf.[7]
- Publícia, esposa del cònsol Postumi Albí, és acusada d'assassinar el seu marit. El pretor (en funcions judicials) que la jutja, la perdona pel seu aspecte, però sotmesa a un judicium domesticum (judici privat en família) és condemnada a mort pels seus propis parents.[8]

### Hispània
- Les revoltes dels celtibers provoquen l'inici de la Segona guerra celtibera. Els bel·les amplien les fortificacions de Segeda, la seva capital, i el Senat Romà ho considera una infracció dels acords de Tiberi Semproni Grac de l'any 179 aC i una amenaça per als seus interessos a Hispània. Tanmateix, Polibi[9] diu: «La guerra que va esclatar entre romans i celtibers es va dir guerra de foc. Va ser estranya per les seves característiques i per l'ininterromput dels xocs, doncs les guerres que es deslliuren a Grècia i a Àsia les més de les vegades es decideixen per una sola batalla, rarament en una segona... Però en aquesta guerra va succeir el contrari...». Apià[10] atribueix l'origen de la guerra al comportament dels governadors romans, que havien convertit l'administració romana en insuportable per als indígenes.
- El pretor Luci Calpurni Pisó Cesoní, governador de l'Hispània Ulterior, és derrotat pels lusitans.[11]

## Naixements
- Gai Semproni Grac, polític romà. (també podia haver nascut l'any 159 aC).[12]